# Departament de Beni
El Departament de Beni és una de les divisions administratives de Bolívia. Limita al norte amb el departament de Pando i la república del Brasil; a l'est amb Brasil i Santa Cruz; al sud amb Santa Cruz, Cochabamba i La Paz; i a l'oest amb La Paz i Pando.

## Població
La composició ètnica del departament és força variada. Entre els pobles nadius del territori cal destacar els sirionó, Moxeño,(Trinitario, Ignaciano, Javierano i Loretano), Yuracaré, Sireneire, Moré, Sansimoniano, Pauserna, Baure, Paunaca, Canichana, Joba, Chacobo, Acana, Chama, Tacana, Chimán, Movima, Sinabo, Cayubaba i Itonoma.

## Províncies
El territori es divideix en vuit províncies:
| Província      | Població | Capital              | Províncies de Beni |
| -------------- | -------- | -------------------- | ------------------ |
| Cercado        | 94.221   | Trinidad             | Províncies de Beni |
| Iténez         | 20.190   | Magdalena            | Províncies de Beni |
| José Ballivián | 82.588   | Reyes                | Províncies de Beni |
| Mamoré         | 13.700   | San Joaquín          | Províncies de Beni |
| Marbán         | 15.850   | Loreto               | Províncies de Beni |
| Moxos          | 23.873   | San Ignacio de Moxos | Províncies de Beni |
| Vaca Díez      | 136.100  | Riberalta            | Províncies de Beni |
| Yacuma         | 29.400   | Santa Ana del Yacuma | Províncies de Beni |